# 규소-30
규소-30(30Si) 또는 실리콘-30(Silicon-30)은 원자핵이 양성자 14개와 중성자 16개로 구성된 규소 동위 원소의 일종으로, 규소의 안정 동위 원소 3가지 중 하나이다. 규소의 동위 원소 중 자연 존재비가 약 3.1%로 세 번째로 높으며, 원자 질량은 29.97377017이다.

## 생성
규소-30은 알루미늄-30, 알루미늄-31, 인-30의 방사성 붕괴 과정에서 생성될 수 있다.

## 이용
규소-30은 중성자를 쪼여 규소의 방사성 동위 원소인 규소-31을 만드는데 이용되며, 규소를 포함하는 유리, 석영 등의 물질에서 확산 계수를 측정하는 데 쓰인다. 초전도체에서 동위 원소가 미치는 영향에 관한 연구에서도 규소-30이 이용된다.

## 같이 보기
- 규소 동위 원소
- 규소-31
- 확산 계수
- 초전도체

| 가벼운 핵종 규소-29 | 규소의 동위 원소 | 무거운 핵종 규소-31 |

| 어미핵종: 알루미늄-30 알루미늄-31 인-30 | 규소-30의 붕괴 사슬 | 없음 |